# Умной-Колычёв, Василий Иванович
Василий Иванович Умной-Колычёв (ум. 1575) — русский военный и государственный деятель, окольничий и воевода, затем боярин, опричник, сын окольничего и воеводы Ивана Ивановича Умного-Колычёва. Младший брат — окольничий, боярин и воевода Фёдор Иванович Умной-Колычёв (ум. 1574).

## Биография
В июне 1556 года Василий Иванович Умной-Колычёв упоминается в царской свите в чине рынды «с писаным саадаком» во время серпуховского похода «по крымским вестем». 
В июле 1557 года — рында в свите царя Ивана Грозного во время коломенского похода «по вестем князя Дмитрея Вешневецкого, что царь крымский (хан Девлет Герай) вышел со многими с прибылыми людми». 
В 1558 году В. И. Умной Колычёв был отправлен «на первый срок» первым воеводой в крепость Михайлов, затем был переведен в Зарайск, откуда ходил «по царевичем вестем» во Мценск. «А как царевич поворотил от украины, от Мечи», выступил из Мценска в Москву вторым воеводой передового полка.
В 1559 года Василий Иванович Умной-Колычёв был назначен рындой «с писаным саадаком» в случае похода царя Ивана Грозного на южные границы против крымских татар.
В 1560 году во главе передового полка выступил из Дедилова на реку Быстрая Сосна, затем находился на воеводстве во Мценске. 
В 1565 году — второй воевода в Коломне, в полку правой руки у воеводы князя Василия Семёновича Серебряного, затем «велел государь быти окольничему Василью Ивановичю Умного-Колычову…в Торопце». 
В 1567 году упоминается в царской свите среди окольничих «перед государем» во время новгородского похода против литовцев.  
В «Троицын день» 1568 года был отправлен среди прочих «воевод в посылку и с ним людей из опричнины» во Ржев, где был назначен вторым воеводой сторожевого полка. 
В апреле 1569 года был отправлен «из опришнины» в Калугу с большим полком вторым воеводой.
В 1570 году «приговорил царь и великий князь з бояры зделали город по колыванской дороге Толщебор. А для береженья были воеводы, как город делали…из опришнины околничей и воевода Василей Иванович Умного-Колычов».
Осенью 1570 года окольничий Василий Иванович Умной-Колычёв участвовал в неудачной осаде Таллина. В конце августа крепость осадил ливонский король Магнус с небольшим войском. Царь Иван Грозный отправил в октябре того же года на помощь своему вассалу и подручнику русское войско (4-5 тыс. чел.) под командованием боярина Ивана Петровича Хирона Яковлева и окольничего Василия Ивановича Умного. Причем, И. П. Яковлев Хирон командовал земскими отрядами, а В. И. Умной-Колычёв — опричниками. Во время осады Ревеля (Таллина) царские воеводы занимались опустошением и разорением ревельских окрестностей, грабили и жгли беззащитные деревни и села. Ливонский король Магнус, понимая, что жестокости русских лишат его поддержки ливонских дворян, безуспешно пытался убедить союзников, что привело к столкновению с царскими воеводами. Царь Иван Грозный поддержал своего ставленника Магнуса. Главные воеводы И. П. Яковлев и В. И. Умной-Колычёв были арестованы и в оковах доставлены в Москву.
В 1572 году — второй воевода сторожевого полка в Коломне. 
Зимой 1572/1573 года — третий воевода большого полка во время похода русской рати под командованием царя Ивана Васильевича Грозного на ливонский замок Пайде. Весной 1573 года присутствовал на свадьбе ливонского короля Магнуса со старицкой княжной Марией Владимировной (двоюродной племянницей Ивана Грозного). В июле того же 1573 года вел деликатные и ответственные переговоры с поляками и литовцами о кандидатуре царя Ивана Грозного на польский королевский престол. Осенью 1573 года получил высший думный чин боярина. В руки В. И. Умного-Колычёва перешли сыскные и посольские дела.
В январе 1574 года по царскому приказу боярин Василий Иванович Умной-Колычёв расследовал дело о «крымской измене». Царь Иван Грозный хотел под пыткой дознаться от боярских холопов: «Хто из бояр наших нам изменяет: Василей Умной, князь Борис Тулупов, Мстиславской, князь Фёдор Трубецкой, князь Иван Шюйский, Пронские, Хованские, Шереметевы, Хворостинины, Микита Романов, князь Борис Серебряной». На пыточном дворе холопов допрашивал сам Василий Иванович Умной-Колычёв. По росписи 10 апреля 1574 года в походе царя на Серпухов "у государя в дворовых воеводах".
В том же 1574 году боярин В. И. Умной-Колычёв руководил переговорами с крымским послом. В августе проиграл местнический спор окольничему Дмитрию Ивановичу Годунову. 
В январе 1575 года Василий Умной-Колычёв присутствовал на свадьбе царя Ивана Грозного с Анной Григорьевной Васильчиковой.
В том же году боярин Василий Иванович Умной Колычёв попал в царскую опалу и лишился нескольких поместий. В мае 1575 года, возможно, предвидя свой конец, сделал вклад на помин души в Троице-Сергиев монастырь.
Приблизительно 2 августа 1575 года боярин Василий Иванович Умной-Колычёв был казнен вместе с царским фаворитом, князем Б. Д. Тулуповым, А. М. и Ф. В. Старого, М. Т. Плещеевым, Ф. М. и С. М. Сунбуловыми, Я. Д. Мансуровым, Г. А. и А. К. Колтовскими и другими, «будучи уличен в заговоре против царя и в сношениях с опальной знатью…»
Потомства В. И. Умной-Колычёв не оставил.